# Муцді
Муцді (груз. მუწდი) — село в Грузії.
За даними перепису населення 2014 року в селі проживає 4 особа.